# Età dell'argento

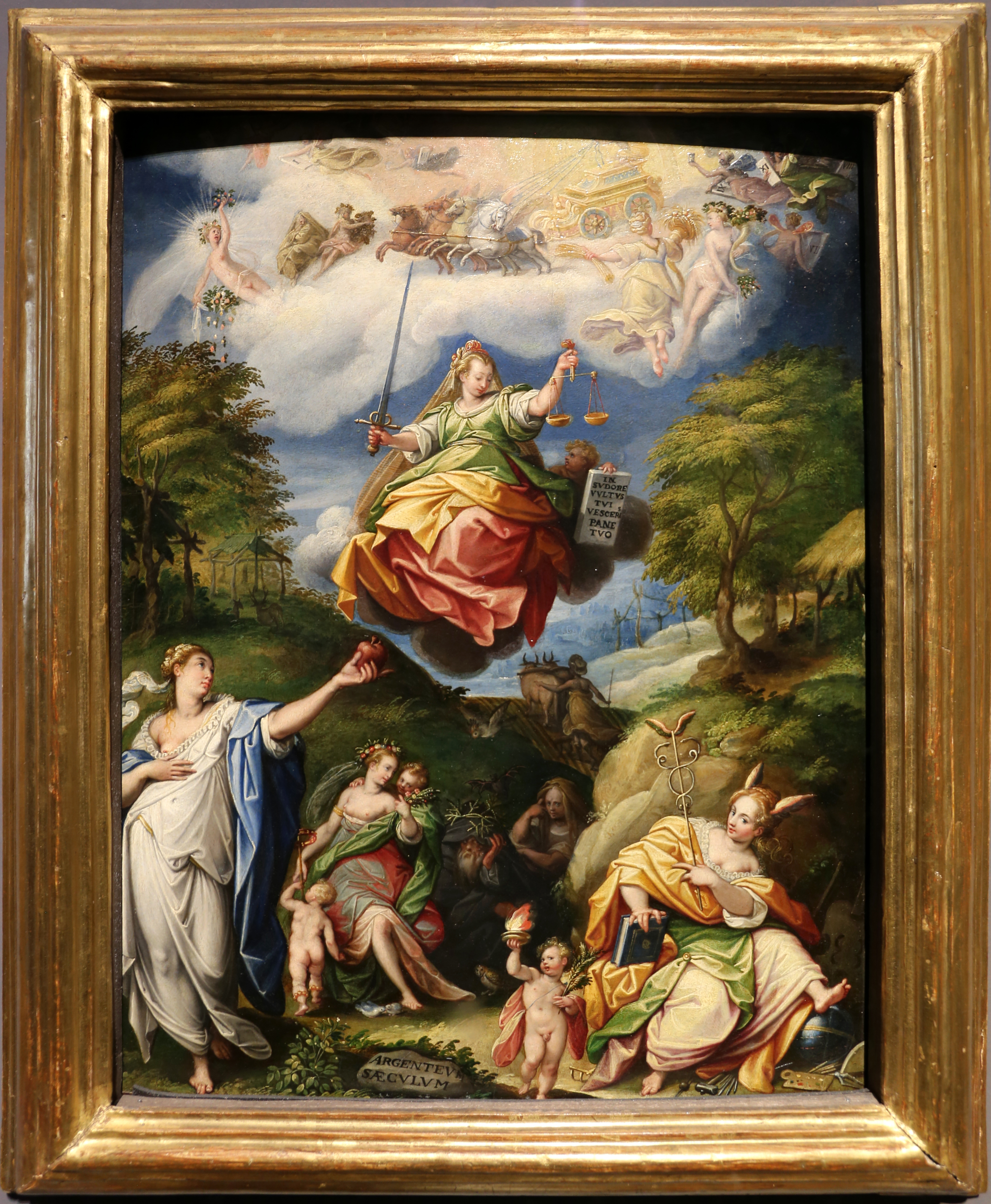
L'età dell'argento, di Jacopo Zucchi (1576)

Età dell'argento è un nome spesso dato a un periodo particolare all'interno di una storia successiva all'età dell'oro mitologica della quale è una replica, essendo altrettanto prestigiosa e ricca di eventi, ma meno della precedente. In molte culture l'argento è generalmente prezioso ma meno dell'oro.

## Mito greco

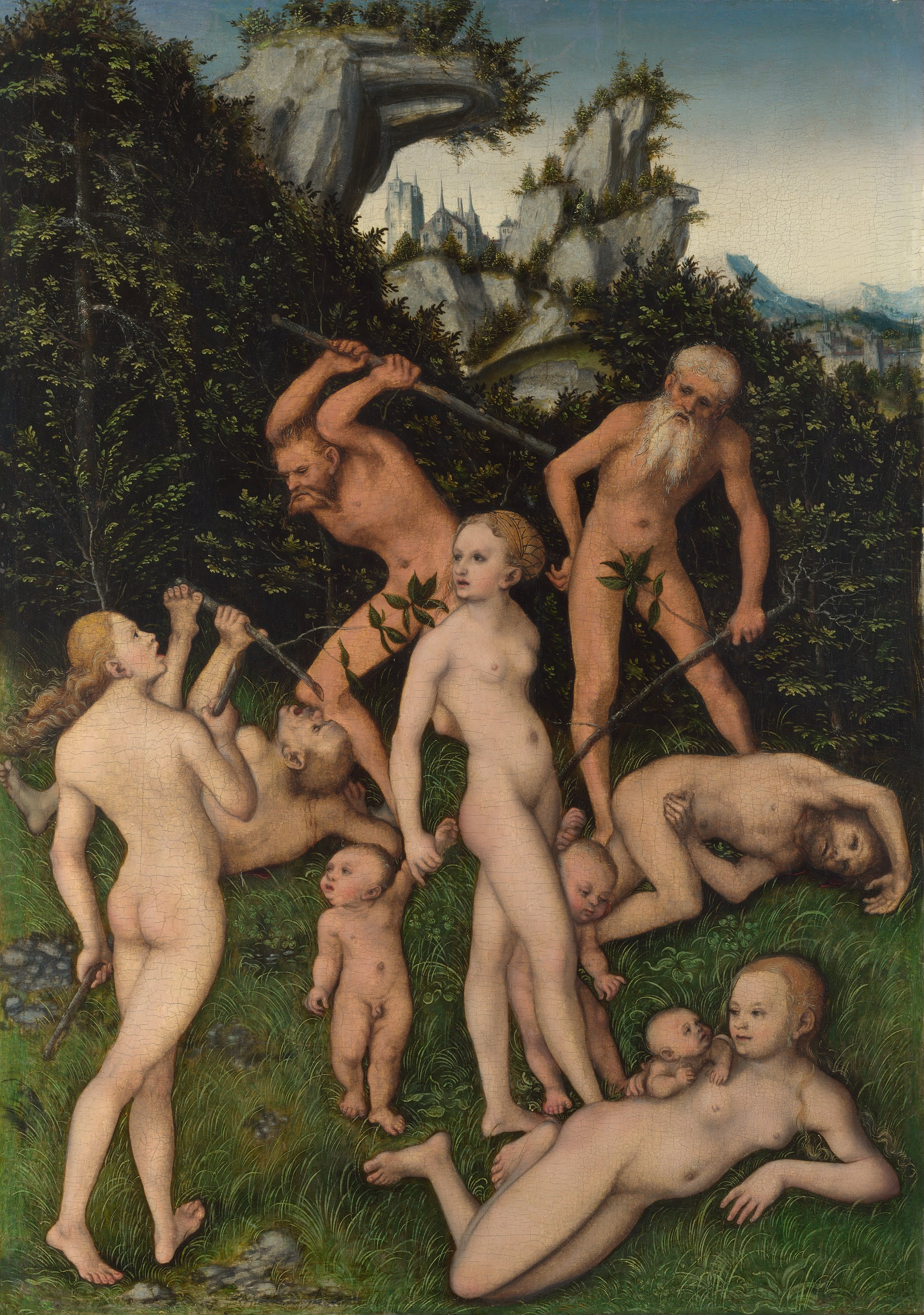
La fine dell'età dell'argento, di Lucas Cranach il Vecchio, c. 1527-35

L'età dell'argento originale (Αργυρόν Γένος) è stata la seconda delle cinque "età dell'uomo" descritte dall'antico poeta Esiodo nel suo poema Le opere e i giorni, dopo l'età dell'oro e prima dell'età del bronzo. Queste persone vivevano per cento anni da bambini senza crescere, poi improvvisamente invecchiavano e poco dopo morivano. Zeus distrusse queste persone, a causa della loro empietà, nel diluvio ogigiano.
Dopo che Crono fu esiliato, il mondo fu governato da Zeus. Come risultato del fatto che Pandora versava i mali sul mondo, nacque una seconda generazione di uomini e l'età fu chiamata d'argento perché la razza umana era meno nobile di quella dell'età dell'oro.
Nell'età dell'argento Zeus ridusse la primavera e ricostruì l'anno in quattro stagioni, così che gli uomini, per la prima volta, cercarono rifugio nelle case e dovettero faticare per rifornirsi di cibo.
Furono seminati i primi semi di grano poiché ora l'uomo doveva provvedere al proprio cibo. Un bambino cresceva a fianco di sua madre per cento anni, ma l'età adulta durava poco. Essendo meno nobile dell'età dell'oro, l'umanità non poteva trattenersi dal combattersi, gli uni contro gli altri, né onorare e servire adeguatamente gli immortali. Le azioni della seconda generazione fecero infuriare Zeus, che per punizione la distrusse.

## Altre età dell'argento
Il termine è stato applicato a una serie di altri periodi successivi all'"età dell'oro", tra cui:
- Il Treta Yuga nella suddivisione vedica delle età del mondo
- L'età dell'argento della letteratura latina
- L'età dell'argento della poesia russa
- The Silver Age of Comic Books, la serie del 2000 DC Comics Silver Age prende il nome dal periodo
- L'età dell'argento dell'alpinismo